# Bouze-lès-Beaune
Bouze-lès-Beaune är en kommun i departementet Côte-d'Or i regionen Bourgogne-Franche-Comté i östra Frankrike. Kommunen ligger i kantonen Beaune-Nord som tillhör arrondissementet Beaune. År 2022 hade Bouze-lès-Beaune 306 invånare.

## Befolkningsutveckling
Antalet invånare i kommunen Bouze-lès-Beaune
Referens:INSEE